# Vera Hoffmann
Vera Marie Hoffmann (* 2. November 1996 in Minden, Deutschland) ist eine luxemburgisch-deutsche Leichtathletin, die im Mittelstreckenlauf antritt. Hoffmann startet international für Luxemburg, nimmt als Doppelbürgerin aber auch an Deutschen Meisterschaften teil(Welche z. B.?).

## Sportliche Laufbahn
Erste internationale Erfahrungen sammelte Vera Hoffmann 2015 bei den Junioreneuropameisterschaften in Eskilstuna, bei denen sie im 3000-Meter-Lauf in 10:04,70 min den neunten Platz belegte. Zwei Jahre später gewann sie bei den Spielen der kleinen Staaten Europas (GSSE) in Serravalle in 2:09,00 min die Silbermedaille über 800 Meter hinter der Zypriotin Natalia Evangelidou. Zudem sicherte sie sich mit der luxemburgischen 4-mal-400-Meter-Staffel in 3:49,77 min die Bronzemedaille. Anschließend wurde sie bei den U23-Europameisterschaften in Bydgoszcz in 4:21,94 min Achte im 1500-Meter-Lauf und schied über diese Distanz bei der Sommer-Universiade in Taipeh mit 4:32,18 min in der ersten Runde aus. 2019 siegte sie bei den GSSE in Bar in 4:21,51 min über 1500 Meter und gewann im 800-Meter-Lauf in 2:09,06 min erneut die Silbermedaille hinter ihrer Landsfrau Charline Mathias. Bei den Studentenweltspielen in Neapel belegte sie über 1500 Meter in 4:15,81 min den siebten Platz und schied über 800 Meter mit 2:06,73 min im Halbfinale aus. Im Dezember lief sie bei den Crosslauf-Europameisterschaften in Lissabon nach 30:34 min auf Rang 44 ein. 2021 startete sie bei den Halleneuropameisterschaften in Toruń, schied dort aber mit 4:20,50 min im Vorlauf über 1500 Meter aus. 2023 belegte sie dann bei den Halleneuropameisterschaften in Istanbul in 4:10,03 min den achten Platz über 1500 Meter.
2023 wurde sie bei der 2. Liga der Team-Europameisterschaft im Rahmen der Europaspiele in Chorzów in 4:08,78 min Zweite und sicherte sich damit ligenübergreifend die Silbermedaille hinter der Rumänin Claudia Bobocea. Im August gewann sie bei den World University Games in Chengdu in 4:16,47 min die Silbermedaille hinter der Italienerin Laura Pellicoro und kurz darauf schied sie bei den Weltmeisterschaften in Budapest mit 4:09,76 min in der ersten Runde aus. Im Jahr darauf kam sie bei den Hallenweltmeisterschaften in Glasgow mit 4:15,52 min nicht über den Vorlauf hinaus und auch bei den Europameisterschaften in Rom im Juni verpasste sie mit 4:10,43 min den Finaleinzug. Im August schied sie bei den Olympischen Spielen in Paris mit 4:11,28 min in der Hoffnungsrunde aus.
In den Jahren 2016 und 2020 sowie von 2022 bis 2024 wurde Hoffmann luxemburgische Meisterin im 1500-Meter-Lauf im Freien sowie 2015 und 2020 sowie von 2022 bis 2024 auch in der Halle. Über 800 Meter siegte sie 2016 im Freien sowie 2015, 2019 und 2020 sowie 2023 und auch in der Halle. Zudem wurde sie 2022 und 2023 Hallenmeisterin im 3000-Meter-Lauf.

## Persönliche Bestleistungen
- 800 Meter: 2:04,07 min, 28. August 2024 in Stettin
  - 800 Meter (Halle): 2:03,04 min, 18. Februar 2024 in Luxemburg
- 1000 Meter: 2:43,87 min, 14. Mai 2017 in Pliezhausen
  - 1000 Meter (Halle): 2:49,61 min, 20. Dezember 2019 in Luxemburg (luxemburgischer Rekord)
- 1500 Meter: 4:05,92 min, 20. Juni 2024 in Bydgoszcz (luxemburgischer Rekord)
  - 1500 Meter (Halle): 4:08,73 min, 3. März 2023 in Istanbul (luxemburgischer Rekord)
- 1 Meile: 4:38,48 min, 22. August 2020 in Diekirch
  - 1 Meile (Halle): 4:32,05 min, 4. Februar 2023 in Boston (luxemburgischer Rekord)
- 3000 Meter: 9:22,11 min, 1. Mai 2019 in Herentals
  - 3000 Meter (Halle): 9:20,97 min, 27. Februar 2023 in Luxemburg